# ヨーロッパ局 (タイ)
タイ王国外務省ヨーロッパ局(タイ語:กรมยุโรป、英語：Department of European Affairs）は、タイ王国内閣外務省の内部部局の一つ。

## 概要
ヨーロッパ局は、ヨーロッパ諸国家、国家群、地域と国際機関に対して情勢分析、将来予測を行いつつ、外交政策、戦略の立案し、それに基づいて二国間及び多国間協力を構築することで、国威と国益の保全を達成することを目的とする。

## 下位組織
1. 総務課 （สำนักงานเลขานุการกรม）-局行政関連事務、予算、方針
2. ヨーロッパ第一課（กองยุโรป 1）-イギリス、オランダ、ベルギー、ルクセンブルク、欧州連合(EU)、アジア欧州会合(ASEM)、北大西洋条約機構(NATO)を担当
3. ヨーロッパ第二課（กองยุโรป 2）-北ヨーロッパ、南ヨーロッパ担当
4. ヨーロッパ第三課（กองยุโรป 3）-中央ヨーロッパ、東ヨーロッパ、バルカン諸国、独立国家共同体(CIS)担当

総務課以外は、国・地域ごとに分担している。さらに、以下の4点の業務を担当することになっている。
1. 担当する国家、国家群、地域、国際機関の政治、治安、経済、文化、社会の分析と将来状況予測
2. 担当地域に関する外交政策提言
3. 担当地域にタイ代表として連絡
4. 担当地域に関する関連業務

## 所在地
- バンコク　ラーチャテーウィー区 トゥンパヤータイ地区 シーアユタヤ通り443　シーアユタヤ・ビルディング （อาคารถนนศรีอยุธยา เลขที่ 443 ถนนศรีอยุธยา แขวงทุ่งพญาไท เขตราชเทวี　กรุงเทพมหานคร 10400）

## 関連事項
- 外務省